# Faltlippenfledermäuse
Die Faltlippenfledermäuse (Tadarida), auch Faltenlippenfledermäuse und Bulldoggfledermäuse, sind eine Fledermausgattung aus der Familie der Bulldoggfledermäuse (Molossidae). Die nahezu weltweit verbreitete Gattung umfasst zehn Arten, darunter mit der Europäischen Bulldoggfledermaus auch den einzigen europäischen Vertreter dieser Familie.

## Beschreibung
Diese Fledermäuse erreichen eine Kopfrumpflänge von 4,5 bis 10 Zentimeter, wozu noch ein 3 bis 6 Zentimeter langer Schwanz kommt. Ihr Gewicht liegt zwischen 10 und 40 Gramm. Die Färbung des Fells variiert von rötlich-braun bis schwarz. Wie viele Bulldoggfledermäuse sind sie durch die gerillten Lippen und den aus dem Uropatagium (der Flughaut zwischen den Beinen) ragenden Schwanz gekennzeichnet. Charakteristisch für die Gattung ist eine N-förmige Anordnung der Höcker auf den Molaren.

## Lebensraum und Lebensweise
Die Fledermäuse der Gattung Tadarida sind mit Ausnahme der nördlichen Regionen Eurasiens und Nordamerikas und abgelegener Inseln nahezu weltweit verbreitet. Die Lebensräume variieren von Waldgebieten bis zu Grasländern und anderen offenen Habitaten. Als Ruheplätze können ihnen je nach Art sowohl Baumhöhlen als auch Felsspalten und menschengemachte Behausungen dienen. Auch das Sozialverhalten ist variabel: während viele Arten in relativ kleinen Gruppen leben, sind von der amerikanischen Art Tadarida brasiliensis aus den 1960er-Jahren Ansammlungen von 100 Millionen Tieren bekannt – die höchste Anzahl, die für Säugetiere insgesamt bekannt ist. In der Nacht begeben sie sich auf Nahrungssuche, wobei sie vor allem Nachtfalter und Käfer erbeuten.
Nach einer rund 80-tägigen Tragzeit bringt das Weibchen meist ein einzelnes Jungtier zur Welt. Einige Arten bilden Wochenstuben, in denen sich die Weibchen zur Geburt und Jungenaufzucht von den Männchen getrennt versammeln.

## Die Arten
Die Gattung Tadarida teilt sich in zehn Arten:
- Die Ägyptische Bulldoggfledermaus (Tadarida aegyptiaca) ist in ganz Afrika, der arabischen Halbinsel sowie dem Indischen Subkontinent beheimatet.
- Die Weißstreifen-Bulldoggfledermaus (Tadarida australis) lebt im westlichen und südlichen Australien. Mit bis zu 10 Zentimetern Kopfrumpflänge und 40 Gramm Gewicht ist sie die größte Art ihrer Gattung.
- Mexikanische Bulldoggfledermaus (Tadarida brasiliensis) ist auf dem amerikanischen Kontinent von den USA bis Chile verbreitet und eine der kleinsten Arten.
- Die Madagaskar-Bulldoggfledermaus (Tadarida fulminans) bewohnt das östliche und südliche Afrika einschließlich Madagaskar.
- Die Ostasiatische Bulldoggfledermaus (Tadarida insignis) kommt in China, Japan, auf Taiwan und auf der Koreanischen Halbinsel vor.
- Die Neuguinea-Bulldoggfledermaus (Tadarida kuboriensis) ist auf Neuguinea endemisch.
- Die La-Touche-Bulldoggfledermaus (Tadarida latouchei) lebt im östlichen Asien.
- Die Kenia-Bulldoggfledermaus (Tadarida lobata) ist aus Kenia und Simbabwe bekannt.
- Die Europäische Bulldoggfledermaus (Tadarida teniotis) kommt vom Mittelmeerraum bis Ostasien vor.
- Die Große Afrikanische Bulldoggfledermaus (Tadarida ventralis) lebt in weiten Teilen Afrikas südlich der Sahara.

Taxonomische Studien aus den Jahren 2012 und 2014 überführten die Weißstreifen-Bulldoggfledermaus und die Neuguinea-Bulldoggfledermaus in die neue Gattung Austronomus.